# Proces w Weronie

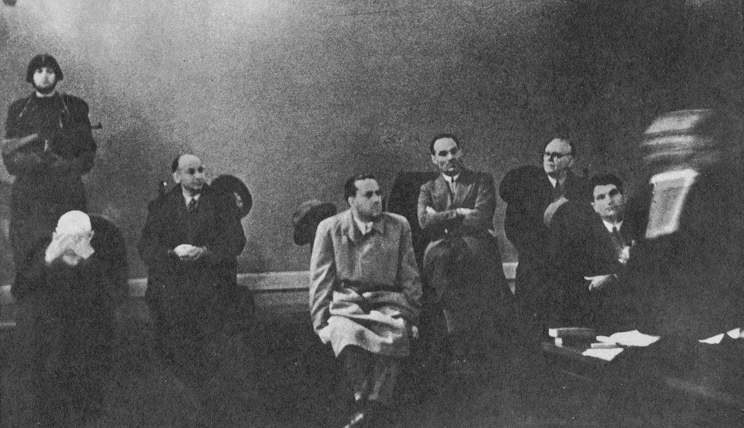
Oskarżeni (od lewej): Emilio De Bono, Luciano Gottardi, Galeazzo Ciano, Carlo Pareschi, Giovanni Marinelli i Tullio Cianetti

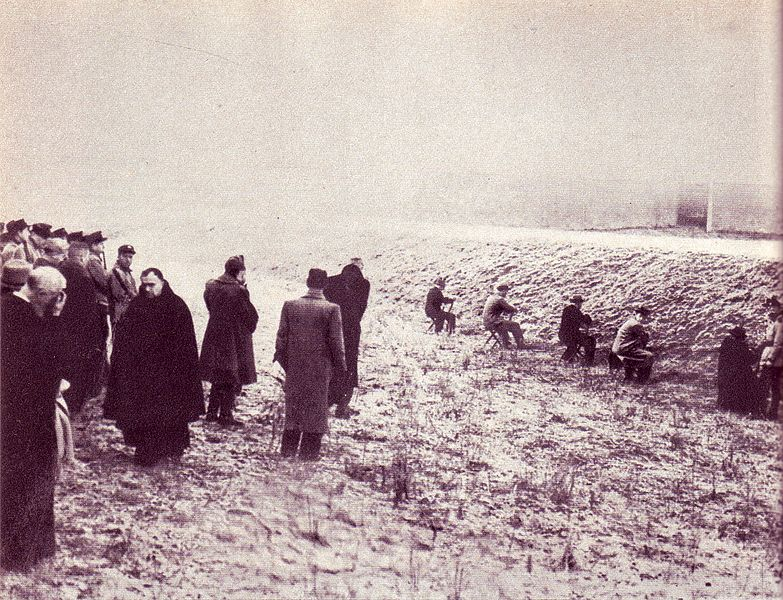
Egzekucja skazańców

Proces w Weronie (wł. processo di Verona) – proces pokazowy, który odbył się w styczniu 1944 roku w Weronie, aby ukarać – pięcioma niemal natychmiastowymi wyrokami śmierci i jednym 30-letnim pozbawieniem wolności – członków Wielkiej Rady Faszystowskiej, którzy popełnili przestępstwo głosowania za odsunięciem Benito Mussoliniego od władzy w Królestwie Włoch, a później zostali aresztowani przez siły Mussoliniego.

## Historia
Po inwazji aliantów na Sycylię Wielka Rada Faszystowska 25 lipca 1943 roku 19 głosami przeciw, 8 głosami za i 1 wstrzymującym się, pozbawiła Benito Mussoliniego funkcji Duce. Kiedy Mussolini odmówił przyjęcia tej decyzji i dymisji przez króla Wiktora Emanuela III, został aresztowany. We wrześniu 1943 roku niemieccy spadochroniarze uratowali Mussoliniego przed jego oprawcami podczas operacji Eiche. Został następnie zainstalowany jako przywódca Włoskiej Republiki Socjalnej (RSI), faktycznie marionetkowego państwa całkowicie uzależnionego od nazistowskich Niemiec.
Za namową władz niemieckich Włoska Republika Socjalna prześladowała tych spiskowców, których udało im się pojmać, w liczbie sześciu. Należeli do nich Giovanni Marinelli, Carlo Pareschi, Luciano Gottardi, były włoski minister spraw zagranicznych i zięć Mussoliniego Galeazzo Ciano, marszałek Włoch Emilio De Bono i Tullio Cianetti. Wszystkich sześciu oskarżonych uznano za winnych, a wszyscy, z wyjątkiem Cianettiego, zostali skazani na śmierć. Kolejne trzy z dziewiętnastu prominentnych osób, które głosowały przeciwko Mussoliniemu, choć nie zostały schwytane, również zostały osądzone i skazane na karę śmierci zaocznie, w tym Dino Grandi, który był odpowiedzialny za porządek obrad posiedzenia Wielkiej Rady Faszystowskiej 25 lipca 1943 roku.
Proces odbył się między 8 a 10 stycznia 1944 roku. Vincenzo Cersosimo został mianowany sędzią śledczym, z pułkownikiem Milicji Faszystowskiej Aldo Vecchinim jako prezesem sądu, a Andrea Fortunato jako prokuratorem. Sędziami byli Enrico Vezzalini, Franz Pagliani, Celso Riva, generałowie Milicji Faszystowskiej Domenico Mittica i Renzo Montagna, pułkownik Milicji Faszystowskiej Vito Casalinuovo oraz major Otello Gaddi. Egzekucję pięciu oskarżonych, skazanych na karę śmierci, wykonano jak najszybciej, przez pluton egzekucyjny, rankiem 11 stycznia 1944 roku. Skazani zostali przywiązani do krzeseł i postrzeleni w plecy przez pluton egzekucyjny Milicji Faszystowskiej pod nadzorem funkcjonariuszy SS, którzy również fotografowali i filmowali to wydarzenie. Ciano obrócił się na krześle, by stanąć twarzą w twarz ze swoimi oprawcami.